# Loft (woning)

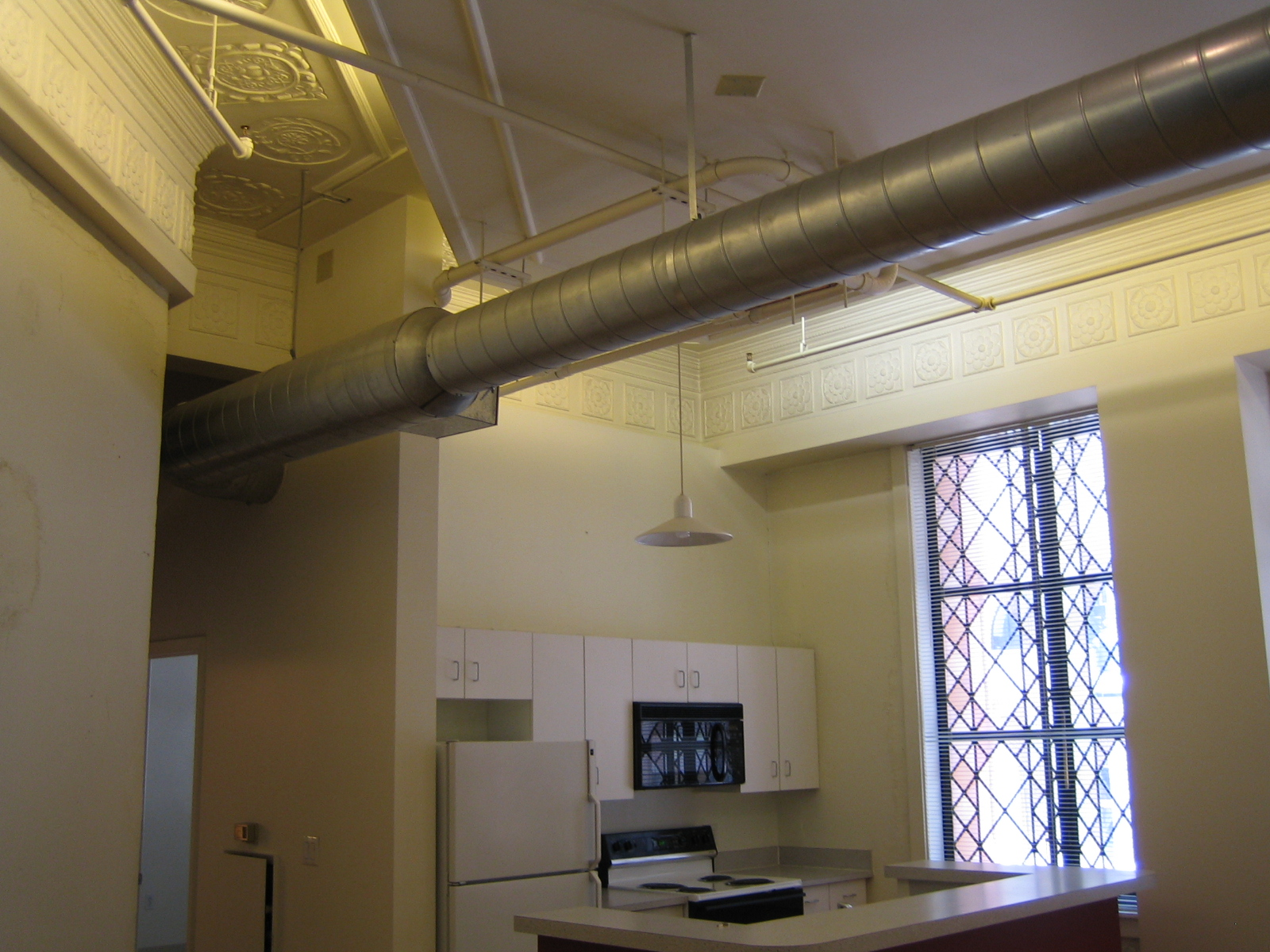
Loft keuken in Boston (VS)

Een loft is een grote woning die doorgaans uit één ruimte bestaat die de bewoner naar eigen inzicht kan indelen.
In die zin lijkt het principe op een studio met dien verstande dat een studio veel kleiner is. Lofts worden vaak multifunctioneel gebruikt door wonen en werken te combineren en zijn vaak te vinden in voormalige industriële gebouwen, fabriekshallen, pakhuizen enzovoorts, die voor bewoning geschikt zijn gemaakt. Het is in oude centra van grote steden een populaire manier van wonen, hoewel lofts zich zelden in de goedkopere prijsklassen bevinden.

## Definitie
Er bestaat geen consensus over wat een loft precies is. Sommigen vinden dat het begrip alleen verwijst naar fabrieken en pakhuizen die zijn omgebouwd tot woningen. Karakteristiek zijn dan de hoge woonruimte met grote ramen, steunbalken of kolommen die de vloeren en het dak dragen en houten of betonnen vloeren. De voormalige functie van het gebouw is doorgaans nog zichtbaar.
Projectontwikkelaars menen echter dat loft slaat op alle appartementen die voldoen aan bepaalde ontwerpprincipes, zoals open ruimte, grote ramen, karakteristieke uitstraling en een stedelijke omgeving. Dit kan net zo goed een nieuwbouwproject zijn als een oude fabriekshal.
'Lofts zijn gewild onroerend goed en een appartement kan meer opleveren als het de naam loft kan dragen. Om de 'echte' lofts van de 'nep'-lofts te onderscheiden is een nieuwe, vooral in Amerika gangbare terminologie ontstaan: new loft, fake loft, soft loft, loft-inspired, true loft, pro loft, extended loft en loft-influenced.

## Geschiedenis
Het gebruik van lofts was aanvankelijk iets voor kunstenaars. Zij hadden hoge ruimtes nodig om grote doeken te kunnen schilderen, iets wat in een gewoon atelier onmogelijk was. Bovendien was het een manier van kostenbesparing. Het gebruik van gebouwen met commerciële doeleinden als woonruimte was eigenlijk illegaal en kan dus als kraken worden gezien.
In de jaren zeventig werd in de New Yorkse wijk SoHo voor het eerst op grote schaal bedrijfsruimte in woonruimte veranderd. Dit zette een trend die zich over de rest van de stad en het land verspreidde. In de jaren tachtig kwam de stedelijke herstructurering echt goed op gang en werd het verbouwen van karakteristieke grote fabriekspanden aangemoedigd door belastingvoordelen, publieke investeringen en aanpassingen van de bestemmingsplannen voor de binnensteden.
Naar dit Amerikaanse voorbeeld worden tegenwoordig ook in voormalig industriële steden in Europa fabrieksruimtes tot wooneenheden verbouwd. Omdat niet alle steden een grootschalig industrieel verleden hebben (de meeste Nederlandse steden hebben dit bijvoorbeeld niet) en daardoor niet beschikken over industrieel erfgoed, worden hier zogenaamde new lofts en loft-inspired appartementen gebouwd.

## Bewoners
Uit studies blijkt dat loftbewoners een typisch profiel hebben. Ze zijn doorgaans jong, hoogopgeleid, alleenstaand of samenwonend zonder kinderen. Deze groep wordt ook wel aangeduid als yuppen en dinkies.
Onder andere onder invloed van televisieseries als Seinfeld, Friends, Gossip Girl en Sex and the City is het leven in een stedelijke omgeving weer populair geworden onder jongeren, die tot voor kort massaal naar buitenwijken en slaapsteden vertrokken. Het feit dat men in de stad dichter bij het werk woont en dus het dagelijkse woon-werkverkeer en files kan vermijden, is een belangrijke reden voor mensen om voor dit luxe stedelijke woningtype te kiezen.

## Gentrification
De verbouwing van fabrieksruimtes in appartementen en het binnentrekken van hoger opgeleide, kapitaalkrachtige bevolkingsgroepen in de stedelijke centra brachten met zich mee dat er een vraag ontstond naar voorzieningen als supermarkten, horeca, onderwijsinstellingen, parkeerruimte, openbaar vervoer et cetera. Ook blijkt dat loftbewoners bovengemiddeld geïnteresseerd zijn in het nachtleven, theater, musea en concerten, waardoor hun instroom een duw in de rug van de culturele sector betekende. Wijken die vroeger vervallen en verlaten waren, werden nu bruisend en populair. Dit verschijnsel staat bekend als gentrification. Vond gentrification aanvankelijk spontaan plaats, nu is het vaak een van bovenaf geleid proces dat wordt gepropageerd om sociaal onveilige buurten een nieuw imago te geven.